# Société britannique d'histoire des mathématiques
Pour les articles homonymes, voir BSHM.
La Société britannique d'histoire des mathématiques (en anglais : British Society for the History of Mathematics, BSHM) est une société savante britannique créée en 1971 dans le but de promouvoir la recherche sur l'histoire des mathématiques à tous les niveaux et de promouvoir l'utilisation de l'histoire des mathématiques dans l'éducation . 
La BSHM s'intéresse à toutes les périodes et cultures et à tous les aspects des mathématiques. Elle participe au Joint Mathematical Council (en) du Royaume-Uni. 
Le British Journal for the History of Mathematics est publié pour le compte de la société par Taylor & Francis. Il publie des articles d'histoire des mathématiques locales et d'utilisation de l'histoire des mathématiques dans l'éducation. 

## Prix Neumann
Le prix Neumann est décerné tous les deux ans par la BSHM pour un « livre en anglais (y compris des livres en traduction) traitant de l'histoire des mathématiques et destiné à un large public ». Le prix a été nommé en l'honneur de Peter Neumann, qui soutient depuis longtemps et contribue à la société. Il doté d'un prix de 600 £. Les lauréats sont : 
- 2023 : Casanova's Lottery: The History of a Revolutionary Game of Chance, Stephen M. Stigler[2]
- 2021 : The Flying Mathematicians of World War I, Tony Royle
- 2019 : Going Underground, Martin Beech
- 2017 : A Mind at Play, Jimmy Soni (en) et Rob Goodman
- 2015 : The Thrilling Adventures of Lovelace and Babbage (en), Sydney Padua (en).
- 2013 : The history of mathematics: A very short introduction, Jacqueline Stedall.
- 2011 : The Math Book (en), Clifford Pickover .
- 2009 : Le Codex Archimède, Reviel Netz et William Noel[3].

## Présidents
- 1971-1973 : Gerald James Whitrow
- 1974-1976 : Clive William Kilmister (en)
- 1977-1979 : John Michael Dubbey
- 1980-1982 : Graham Flegg
- 1983-1985 : Frank Smithies (en)
- 1986-1988 : Ivor Grattan-Guinness
- 1989-1991 : Eric John Aiton
- 1992-1994 : John Fauvel
- 1995-1996 : Steve Russ
- 1997-1999 : Judith Field
- 2000-2002 : Peter Neumann
- 2003-2005 : June Barrow-Green
- 2006-2008 : Raymond Flood
- 2009-2011 : Tony Mann
- 2012-2014 : Robin Wilson (mathématicien)
- 2015-2017 : Philip Beeley
- 2018-2020 : Mark McCartney
- 2021-2023 : Sarah B. Hart
- 2023 : Christopher Hollings[4]